# Walka żywiołów
Walka żywiołów (ang. The Squid and the Whale) – amerykańska tragikomedia filmowa z 2005 roku w reżyserii Noaha Baumbacha.

## Fabuła
Bernard uważa siebie za wielkiego pisarza, musi jednak wieść żywot uniwersyteckiego nauczyciela. Gdy jego żona odkrywa w sobie talent pisarski, zazdrość rozbija rodzinę, zmuszając dwóch synów do opowiedzenia się po jednej ze stron.

## Główne role
- Jeff Daniels – Bernard Berkman
- Laura Linney – Joan Berkman
- Owen Kline – Frank Berkman
- Jesse Eisenberg – Walt Berkman
- William Baldwin – Ivan
- David Benger – Carl
- Anna Paquin – Lili

## Nagrody i nominacje (wybrane)
Oscary za rok 2005
- Najlepszy scenariusz oryginalny – Noah Baumbach (nominacja)

Złote Globy 2005
- Najlepsza komedia lub musical (nominacja)
- Najlepszy aktor w komedii lub musicalu – Jeff Daniels (nominacja)
- Najlepsza aktorka w komedii lub musicalu – Laura Linney (nominacja)

Nagroda Satelita 2005
- Najlepsza aktorka drugoplanowa w dramacie – Laura Linney
- Najlepszy scenariusz – Noah Baumbach (nominacja)